# هاوارد گرینفیلد
هاوارد گرینفیلد (انگلیسی: Howard Greenfield؛ ۱۵ مارس ۱۹۳۶ – ۴ مارس ۱۹۸۶) موسیقی‌دان و ترانه‌سرای اهل ایالات متحده آمریکا بود.
از فیلم‌ها یا مجموعه‌های تلویزیونی که وی در آن‌ها نقش داشته است، می‌توان به عشق روی پشت‌بام و افسونگر اشاره نمود.